# 塔皮奥·维尔卡拉
塔皮奥·维尔卡拉（芬蘭語：Tapio Wirkkala，1915年6月2日—1985年5月19日）是芬兰设计家和雕塑家。维尔卡拉被认为是芬兰在工业艺术领域开创新时代的领导人物。芬兰工业艺术在战后直至1960年代的时期被称为“维尔卡拉时期”。
维尔卡拉设计了很多现在已成经典的物品，例如黄菇花瓶（Kanterelli-maljakko）、芬兰银行发行过的纸币、伏特加酒瓶等。而维尔卡拉给伊塔拉公司设计的玻璃器皿尤为著名。其中最受欢迎的是极冻系列（Ultima Thule）的酒杯系列。
维尔卡拉是米兰三年展的多次获奖者。在1955年他被授予芬兰荣誉勋章，1972年被授予院士荣誉称号。
维尔卡拉是用一种叫  的传统芬兰小刀来雕刻他的设计原型。他甚至设计了自己型号的芬兰小刀。

## 图集

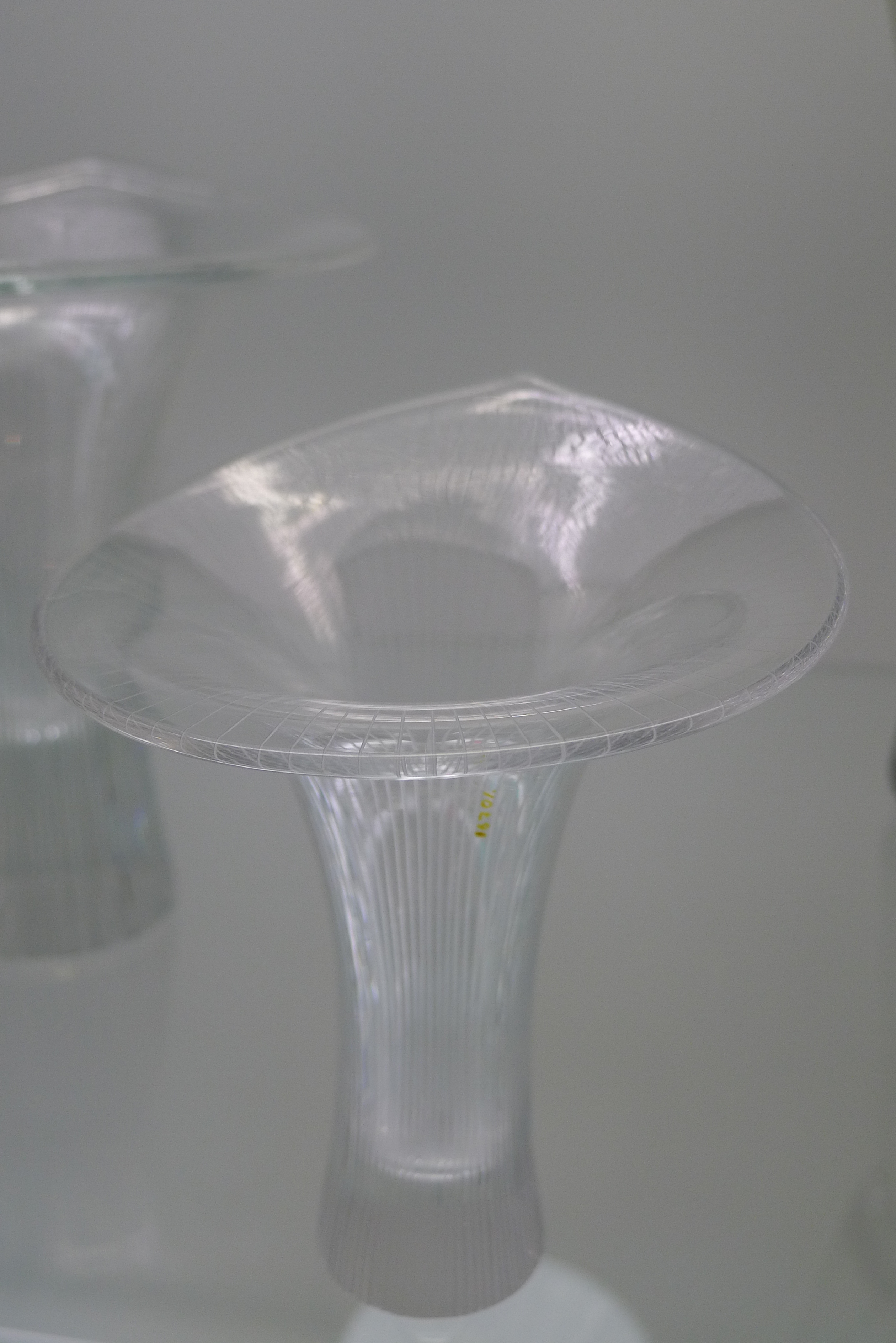
黄菇花瓶（Kanterelli-maljakko）
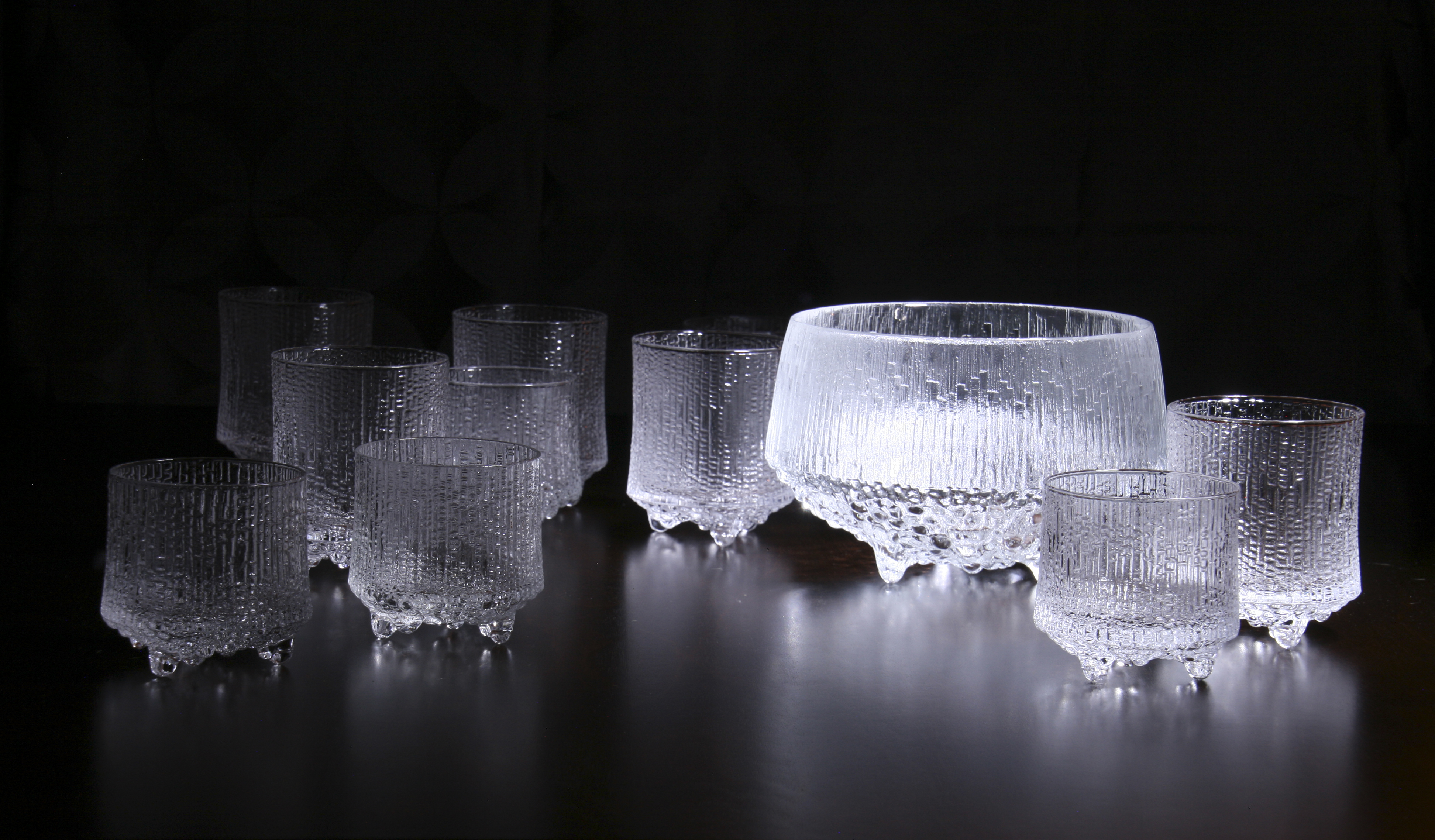
极冻系列的酒杯
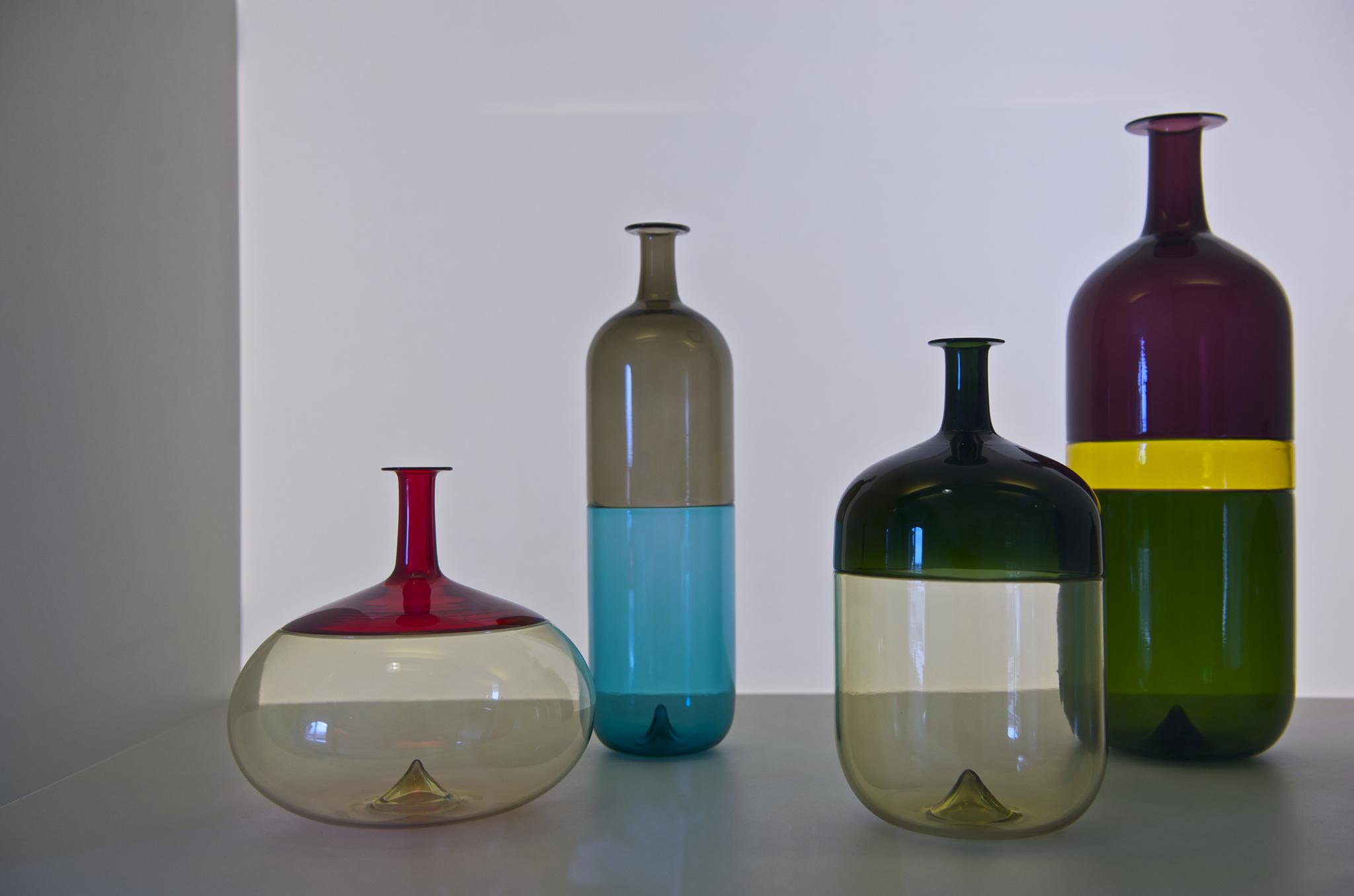
维尔卡拉设计的各种玻璃瓶
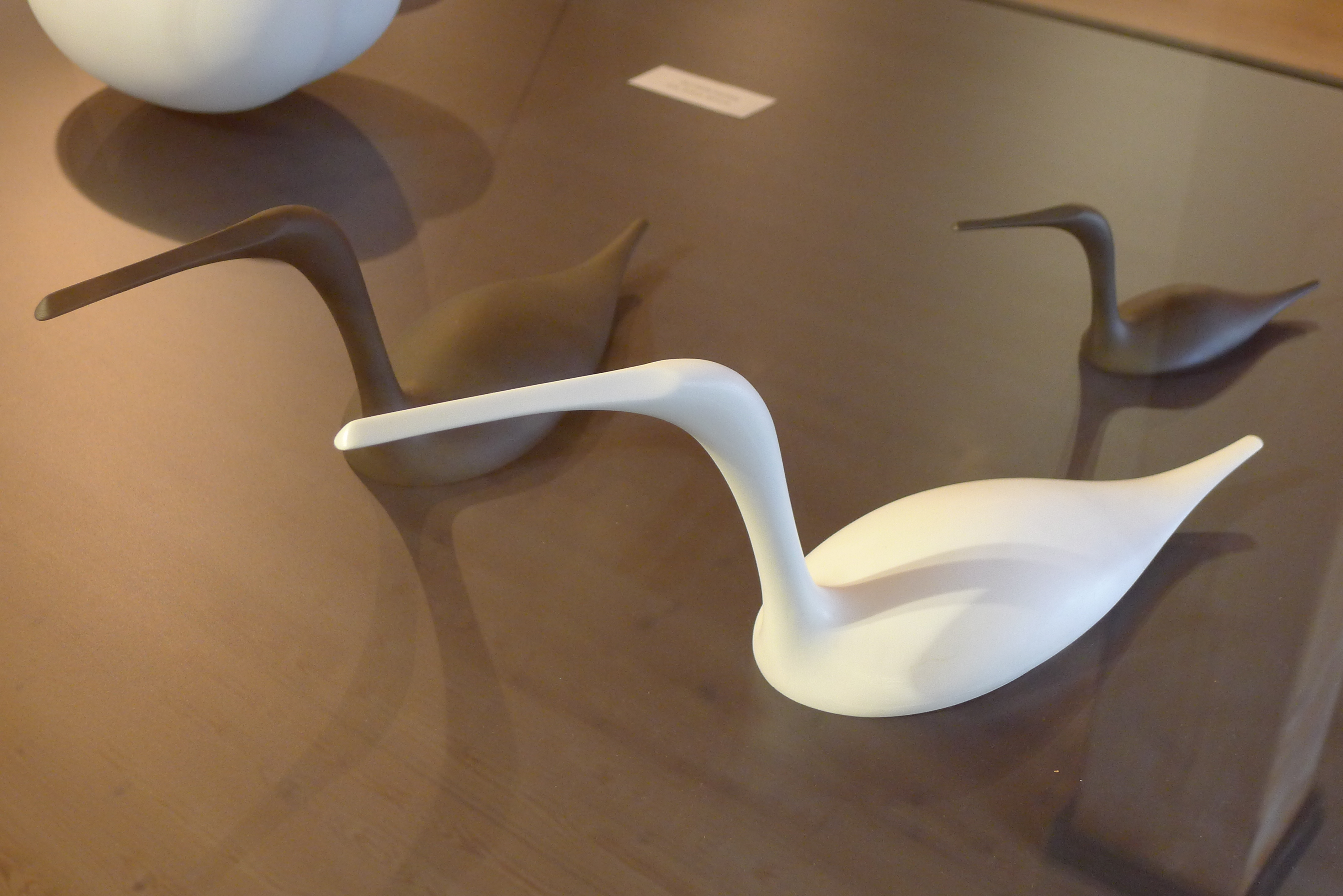
鸟形装饰品
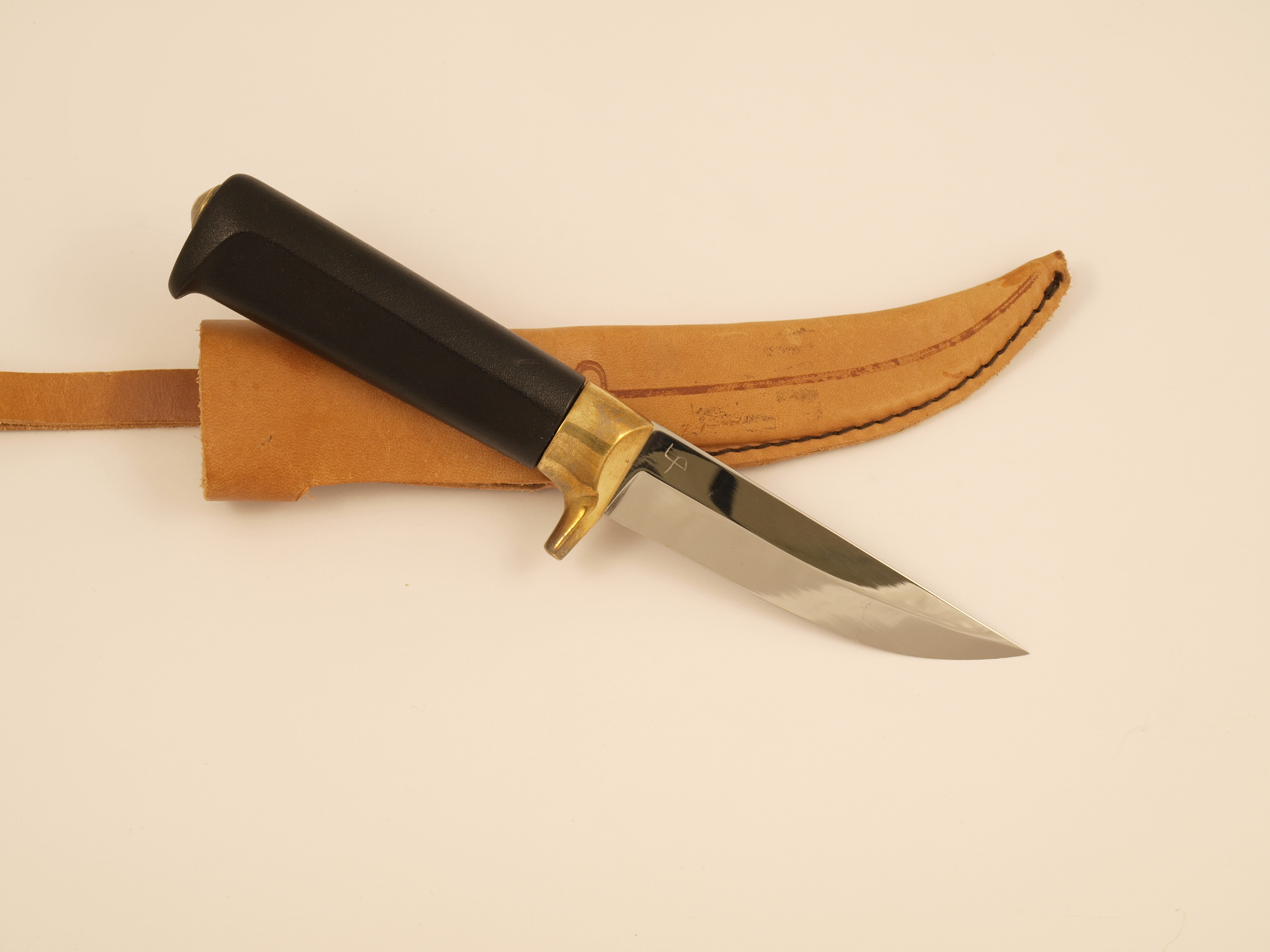
维尔卡拉设计的芬兰小刀
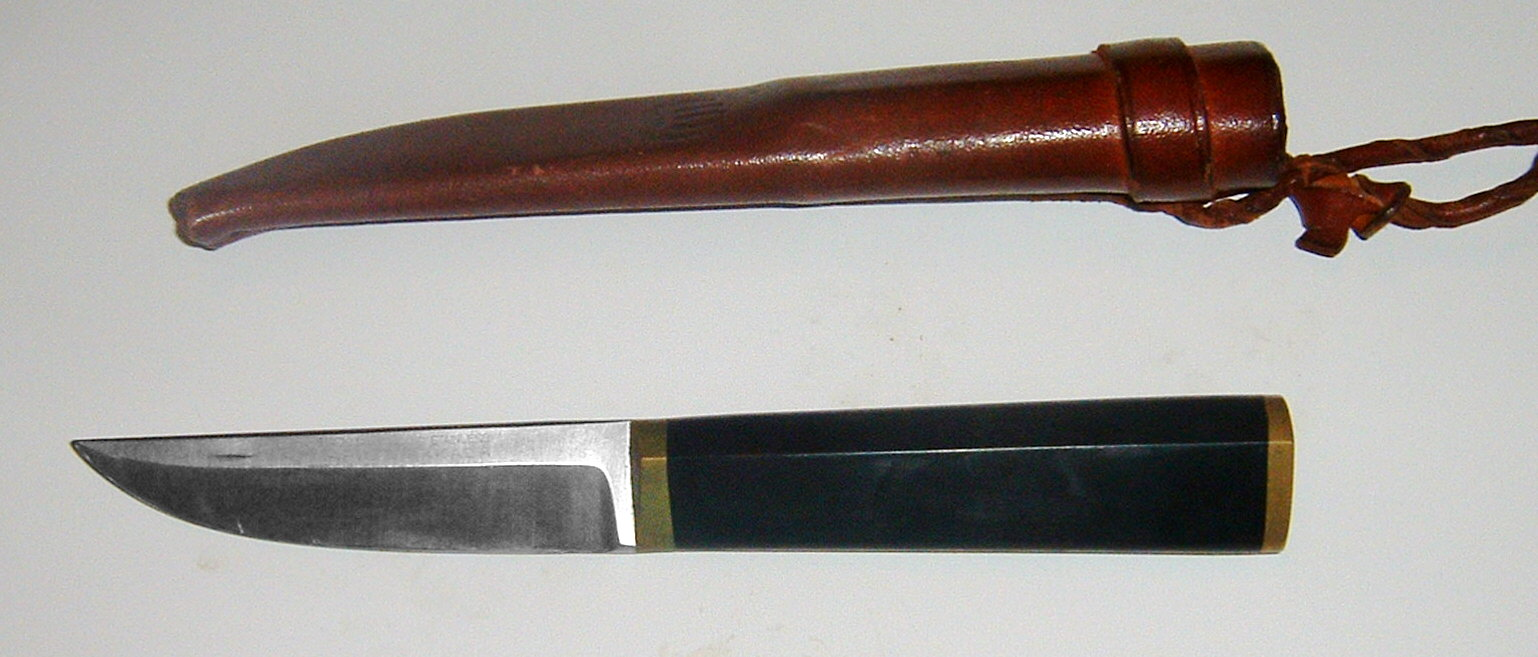
维尔卡拉设计的芬兰小刀